# Andrew Mellon
Pour les articles homonymes, voir Mellon.
 (mai 2025).
Si vous disposez d'ouvrages ou d'articles de référence ou si vous connaissez des sites web de qualité traitant du thème abordé ici, merci de compléter l'article en donnant les références utiles à sa vérifiabilité et en les liant à la section « Notes et références ».
Andrew William Mellon, né le 24 mars 1855 à Pittsburgh (Pennsylvanie) et mort le 27 août 1937 à Southampton (État de New York), est un banquier, industriel, philanthrope, collectionneur d'art et homme politique américain.
Membre du Parti républicain, il est secrétaire au Trésor entre 1921 et 1932 dans les administrations des présidents Warren G. Harding, Calvin Coolidge et Herbert Hoover, puis ambassadeur des États-Unis au Royaume-Uni entre 1932 et 1933.

## Biographie
En 1880, il travaille dans la banque de son père, T. Mellon & Sons, avant d'en prendre les rênes deux ans plus tard. Impliqué dans plusieurs activités, Andrew Mellon devient un magnat de l'industrie, notamment dans l'aluminium, et un des hommes les plus riches des années 1920. Il est secrétaire au Trésor des États-Unis du 4 mars 1921 au 12 février 1932, le seul à avoir servi sous trois présidents américains (Harding, Coolidge et Hoover). Il entame des réformes destinées à réduire la dette et à relancer l'économie. Il préside la commission de la dette étrangère durant la Première Guerre mondiale, mais son insistance à maintenir des tarifs douaniers élevés entrave le remboursement par l'Europe de sa dette. De plus, la Grande Dépression vient bientôt contrecarrer ses plans. Impopulaire, il démissionne en 1932 et devient ambassadeur au Royaume-Uni durant un an, avant de se retirer.
Avec son frère Richard B. Mellon, il a fondé en 1913, en l'honneur de son père, la Mellon Institute of Industrial Research au sein de l'université de Pittsburgh, à qui il versera des dons substantiels. 
À partir de 1933, le gouvernement fédéral a lancé une enquête sur l’évasion fiscale de Mellon, qui a mené à une affaire très médiatisée qui s’est terminée par un paiement important à la succession de Mellon pour régler l’affaire. Ce procès contribuera au renversement de la politique fiscale qui redeviendra beaucoup plus progressive avec une contribution plus importante des revenus les plus élevés. 
Philanthrope, il fait don, en 1937, d'une collection de toiles et d'une somme de 10 millions de dollars pour aider la construction de la National Gallery of Art à Washington. Il meurt la même année et est enterré à Upperville, en Virginie.

## Publication
- Taxation: The People's Business, Ayer Company, 1924  (ISBN 978-0-405-05101-2)

### Pittsburgh Post-Gazette
- "History of the Mellons and Mellon Financial".
- "Series on Mellon's involvement in the oil industry and mid-east oil.

#### The Andrew W. Mellon Foundation
- Biography of Andrew W. Mellon by David Cannadine.
- Site officiel